# Enzo Cannavale
Enzo Cannavale (Castellammare di Stabia, 5 de abril de 1928 - Nápoles, 18 de março de 2011) foi um ator italiano.

## Filmografia
- Yvonne la nuit, de Giuseppe Amato (1949)
- Leoni al sole, de Vittorio Caprioli (1961)
- Le quattro giornate di Napoli, de Nanni Loy (1962)
- Operazione San Gennaro, de Dino Risi (1966)
- Stasera mi butto, de Ettore Maria Fizzarotti (1967)
- C'era una volta..., di Francesco Rosi (1967)
- Chimera, de Ettore Maria Fizzarotti (1968)
- Operazione ricchezza, de Vittorio Musy Glori (1968)
- Zum Zum Zum - La canzone che mi passa per la testa, de Bruno Corbucci e Sergio Corbucci (1968)
- Il suo nome è Donna Rosa, de Ettore Maria Fizzarotti (1969)
- Zum Zum Zum n 2, de Bruno Corbucci (1969)
- Mezzanotte d'amore, de Ettore Maria Fizzarotti (1970)
- Cose di Cosa Nostra, de Steno (1971)
- Per grazia ricevuta, de Nino Manfredi (1971)
- Il furto è l'anima del commercio...?!, de Bruno Corbucci (1971)
- Roma bene, de Carlo Lizzani (1971)
- Trastevere, de Fausto Tozzi (1971)
- Bianco, rosso e..., de Alberto Lattuada (1972)
- Per grazia ricevuta, de (1972)
- Le avventure di Pinocchio, de Luigi Comencini (1972)
- Alfredo, Alfredo, de Pietro Germi (1972)
- Camorra, de Pasquale Squitieri (1972)
- Sgarro alla camorra, de Ettore Maria Fizzarotti (1973)
- Piedone lo sbirro, de Steno (1973)
- La signora gioca bene a scopa?, die Giuliano Carnimeo (1974)
- Il trafficone, de Bruno Corbucci (1974)
- Professore venga accompagnato dai suoi genitori, de Mino Guerrini (1974)
- Il domestico, di Luigi Filippo d'Amico (1974)
- Quel movimento che mi piace tanto, di Franco Rossetti (1975)
- La liceale, de Michele Massimo Tarantini (1975)
- L'insegnante, de Nando Cicero (1975)
- Piedone a Hong Kong, de Steno (1975)
- Malia, vergine e di nome Maria, de Sergio Nasca (1975)
- Attenti al buffone, de Alberto Bevilacqua (1975)
- La segretaria privata di mio padre, de Mariano Laurenti (1976)
- L'affittacamere, de Mariano Laurenti (1976)
- Il soldato di ventura, de Pasquale Festa Campanile (1976)
- Orazi e Curiazi 3 - 2, de Giorgio Mariuzzo (1977)
- Cara sposa, de Pasquale Festa Campanile (1977)
- Taxi Girl, de Michele Massimo Tarantini (1977)
- Napoli si ribella, de Michele Massimo Tarantini (1977)
- L'inquilina del piano di sopra, de Ferdinando Baldi (1978)
- Gegè Bellavita, de Pasquale Festa Campanile (1978)
- Squadra antimafia, de Bruno Corbucci (1978)
- Come perdere una moglie e trovare un'amante, de Pasquale Festa Campanile (1978)
- Piedone l'africano, de Steno (1978)
- Liquirizia, de Salvatore Samperi (1979)
- Squadra antigangsters, de Bruno Corbucci (1979)
- L'imbranato, de Pier Francesco Pingitore (1979)
- L'anello matrimoniale, de Mauro Ivaldi (1979)
- Agenzia Riccardo Finzi... praticamente detective, de Bruno Corbucci (1979)
- John Travolto... da un insolito destino, de Neri Parenti (1979)
- Il casinista, de Pier Francesco Pingitore (1980)
- Piedone d'Egitto, de Steno (1980)
- Amore in prima classe, de Salvatore Samperi (1980)
- Razza selvaggia, de Pasquale Squitieri (1980)
- Casta e pura, de Salvatore Samperi (1981)
- La settimana bianca, de Mariano Laurenti (1981)
- Il marito in vacanza, de Alessandro Lucidi e Maurizio Lucidi (1981)
- Tutta da scoprire, de Giuliano Carnimeo (1981)
- La settimana al mare, de Mariano Laurenti (1981)
- Una vacanza del cactus, de Mariano Laurenti (1981)
- Delitto al ristorante cinese, de Bruno Corbucci (1981)
- È forte un casino, de Alessandro Metz (1982)
- Giuramento, de Alfonso Brescia (1982)
- Il paramedico, de Sergio Nasca (1982)
- Per favore, occupati di Amelia, de Flavio Mogherini (1982)
- La sai l'ultima sui matti?, de Mariano Laurenti (1982)
- Il sommergibile più pazzo del mondo, de Mariano Laurenti (1982)
- Sturmtruppen 2 - Tutti al fronte, de Salvatore Samperi  (1982)
- Sfrattato cerca casa equo canone, de Pier Francesco Pingitore (1983)
- Un jeans e una maglietta, de Mariano Laurenti (1983)
- La discoteca, di Mariano Laurenti (1983)
- Il tifoso, l'arbitro e il calciatore, de Pier Francesco Pingitore (1983)
- Il ragazzo di campagna, de Castellano e Pipolo (1984)
- Amici miei atto III, de Nanni Loy (1985)
- Vacanze d'estate, de Ninì Grassia (1985)
- Le vie del Signore sono finite, de Massimo Troisi (1987)
- Il coraggio di parlare, de Leandro Castellani (1987)
- 32 dicembre, de Luciano de Crescenzo (1988)
- La casa del sorriso, de Marco Ferreri (1988)
- Man spricht deutsch, de Hanns Christian Müller (1988)
- Se lo scopre Gargiulo, de Elvio Porta (1988)
- Nuovo cinema Paradiso, de Giuseppe Tornatore(1988)
- Sabato, domenica e lunedì, de Lina Wertmüller (1990)
- Le comiche, de Neri Parenti (1990)
- Condannato a nozze, de Giuseppe Piccioni (1993)
- Pacco, doppio pacco e contropaccotto, de Nanni Loy (1993)
- Occhio di falco, de Vittorio de Sisti (1995)
- Amore a prima vista, de Vincenzo Salemme (1999)
- L'uomo della fortuna, de Silvia Saraceno (2000)
- Mari del sud, de Marcello Cesena (2001)
- Ho visto le stelle!, de Vincenzo Salemme (2003)
- I mostri oggi, de Enrico Oldoini (2009)